# 约翰·哈蒙德 (侏罗纪公园)
约翰·哈蒙德博士（英語：Dr. John Hammond）是侏罗纪公园系列中的虚构人物。他在迈克尔·克莱顿1990年出版的小说《侏罗纪公园》中首次亮相，这部小说是该系列的开创者。在史蒂文·斯皮尔伯格执导的1993年同名改编电影中，理查德·阿滕伯勒饰演约翰·哈蒙德。
在故事中，约翰·哈蒙德是国际遗传公司（InGen）的创始人，也是其公司倾力打造的克隆恐龙主题公园侏罗纪公园的所有者。小说中将他描绘为一个反派角色，而斯皮尔伯格在电影改编中减弱了这一特征。尽管哈蒙德在小说第一部中就被恐龙杀死，但这个角色在电影版中幸存了下来，并在1997年的电影续集《侏罗纪公园：失落的世界》中短暂回归，阿滕伯勒回归并再次饰演这一角色。在电影系列中，哈蒙德在续集事件发生后不久就去世了。

## 虚构背景

### 小说
约翰·哈蒙德是小说《侏罗纪公园》（1990年）中的主要反派之一。他被描绘成一个冷酷且反社会的古怪首席执行官。他一心想要重现恐龙的唯一目的是为了给InGen赚取利润并巩固自己的地位。为了展示基因工程的能力，哈蒙德向潜在投资者展示了一头迷你象，最终为努布拉岛的侏罗纪公园项目筹集了近10亿美元。尽管一些生物工程公司致力于治愈疾病，但哈蒙德认为这些努力在财务上存在风险，而且会受到政府监管的阻碍。他告诉他的首席遗传学家亨利·吴博士：“这是个糟糕的想法。新技术的滥用……帮助人类是一件非常冒险的事情。就我个人而言，我永远不会帮助人类”。
哈蒙德对于公园及其失败几乎不承担任何责任，相反，他把所有的问题都归咎于他人。他认为自己选定的高级职员都存在一定程度的性格缺陷，导致他的愿景无法实现。在小说的大部分内容中，他一直待在相对安全的游客中心和他的私人私人别墅中，并且坚信自己仍掌控着局面，即使周围的形势变得极其严峻。当他的孙子孙女在公园里迷路时，他仍然坚信秩序很快就会恢复，孩子们不会有真正的危险。小说结尾处透露出他对孙子孙女没有真正的爱，也不在乎工人的命运。当工作人员重新控制公园时，他以公司系统分析师那样冷漠、超然的态度合理化这场灾难，认为所发生的一切都只是意外，甚至说服自己应该重建公园。然而，当他在外面散步时，被暴龙吼叫声吓了一跳（实际上是他的孙子孙女讽刺性地使用的恐龙录音机），失足跌下山坡，摔断了脚踝。他无法爬上山坡，最终被一群美颌龙杀死。
在续集小说《失落的世界》（1995年出版）中，伊恩·马尔科姆简要揭示了InGen事件背后的真正内幕，回顾了哈蒙德的投资策略以及他财富积累的过程。他解释了公园失败的原因以及索纳岛存在的原因。据正在调查最初公园事件的埃德·詹姆斯（Ed James）称，哈蒙德只是因公务旅行在努布拉岛上去世。

### 侏罗纪公园电影三部曲
在1993年上映的电影版《侏罗纪公园》中，哈蒙德的性格几乎与小说中的形象完全相反，除了他的古怪特质外，两者几乎没有相似之处。在电影中，哈蒙德被描绘成一位善良、快乐、富有魅力的苏格兰资本家，他对自己的行为负责，是一个富有同情心且关爱家人的祖父和领导者，出发点良好，并努力保护每个人的安全。尽管他在电影中同样也重视金钱，但他似乎不像小说中的哈蒙德那样过于度追求利润，并明确表示自己并不想打造一个只为超级富豪服务的公园，而是希望激发人们的兴趣。而电影中的律师唐纳德·詹纳罗（Donald Gennaro）继承了小说中哈蒙德大部分的负面和贪婪角色特质。
哈蒙德对于为儿童和家庭打造景点有着更深刻的情感理解，并希望将侏罗纪公园变成科学现实。他提到自己的第一个景点是机械跳蚤马戏团，而对于主题公园，他想向游客展示一些真实的东西而不是幻觉。哈蒙德有一句名言在整部电影中反复出现，他表示自己“不惜一切代价”打造侏罗纪公园。然而，他在坚信自己创造的东西受到控制这一点上存在误导，低估了基因和自然的力量。他对纯科学研究兴趣不大，更关心基因工程的应用。当安全系统崩溃时，他和他的员工努力恢复电力并营救专家和他的孙子孙女，同时他们待在安全的控制室中。最终，他和其他幸存者带着遗憾离开了岛屿，沮丧的哈蒙德也同意公园已经失败
在第二部电影《侏罗纪公园：失落的世界》（1997年）中，哈蒙德显得更加年老，健康状况似乎在恶化。在InGen的另一个岛屿索纳岛发生事故后，董事会解除了哈蒙德的首席执行官职务，并将该职位交给了他的侄子彼得·卢德洛（Peter Ludlow）。影片提到，哈蒙德最初曾开始在圣地亚哥建设侏罗纪公园，但后来放弃了该项目，转而选择努布拉岛。卢德洛计划完成圣地亚哥项目，并将从索纳岛带来的恐龙安置在那里。哈蒙德将剩余的资源用于确保岛上的恐龙与外界隔离，这是他自努布拉岛事件后四年来一直在做的事情。他派出一支小型团队前往索纳岛记录动物，以此争取足够的公众支持，保护这些恐龙和岛屿。最终，哈蒙德成功了，索纳岛被宣布为自然保护区。
在《侏罗纪公园3》（2001年）中，哈蒙德仅在格兰特关于迅猛龙的讲座中被提到：“约翰·哈蒙德和国际遗传公司在侏罗纪公园所做的就是创造了基因工程主题公园里的怪物”。

### 侏罗纪世界电影三部曲
根据电影《侏罗纪世界》（2015年）的宣传网站，哈蒙德于1997年去世，这发生在第二部电影的事件之后。一年后，他的朋友、马斯拉尼全球公司（Masrani Global Corporation）首席执行官西蒙·马斯拉尼（Simon Masrani）收购了国际遗传公司。该公司继承了哈蒙德的初衷，并最终于2005年在努布拉岛上建立了一个新的恐龙主题公园——侏罗纪世界。
在影片中，马斯拉尼告诉公园经理克莱尔·迪林，哈蒙德将自己的临终愿望托付给了他。后来，当克莱尔告诉马斯拉尼公园拥有最好的结构工程师时，马斯拉尼讽刺地说：“哈蒙德也是这么说的。”当马斯拉尼斥责亨利·吴创造了暴虐霸王龙并告诉他停止一切活动时，他提到这次哈蒙德不会再来保护他了。
在《侏罗纪世界2》（2018年）中揭示了哈蒙德曾与本杰明·洛克伍德合作复活已灭绝恐龙的计划，但两人因洛克伍德支持人类克隆而闹翻。洛克伍德的雇员兼最终的凶手伊莱·米尔斯（Eli Mills）透露，两人关系破裂的原因是洛克伍德克隆了他已故的女儿夏洛特（Charlotte）。而现在这个克隆人以梅茜·洛克伍德之名作为他的孙女被抚养长大。影片的联合编剧科林·特雷沃罗澄清说，哈蒙德与洛克伍德分道扬镳是因为后者打算克隆他的女儿，而这一行为是在哈蒙德去世多年后进行的。在《侏罗纪世界3》（2022年）中，进一步揭示实际上是夏洛特克隆了自己，而本杰明为了掩盖此事编造了一个故事。
在《侏罗纪世界》中，哈蒙德的雕像出现在公园的游客中心。此外，在《侏罗纪世界2》中，他的画像也有出现。

## 角色创作

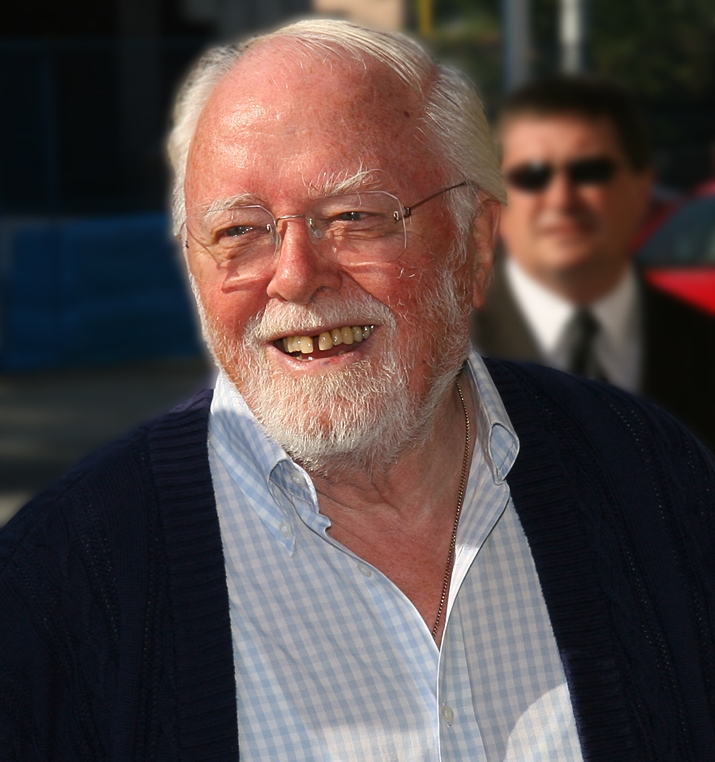
斯皮尔伯格邀请了导演理查德·阿滕伯勒来饰演约翰·哈蒙德。

小说中哈蒙德的反派性格在电影改编中被删除。虽然他的形象并没有特定原型，但克莱顿解释说，哈蒙德就像是“沃尔特·迪士尼的黑暗面”。导演史蒂文·斯皮尔伯格评价这部小说时说：“我觉得哈蒙德是一个写得很出色、但很典型的反派角色，而我更感兴趣的是把哈蒙德塑造成沃尔特·迪士尼与罗斯·佩罗的结合体。”
斯皮尔伯格此前曾想让理查德·阿滕伯勒出演两部电影，但这些计划均未能实现。当被邀请饰演哈蒙德时，阿滕伯勒最初表示犹豫，因为此时的他已经有14年没有演过戏了，而且他觉得导演电影要容易得多。最终，在斯皮尔伯格恳求他说“我想不出有其他人能胜任这个角色，除了你”后，他接受了出演邀请。但很快阿滕伯勒就对此感到后悔了，因为在影片中他需要记住大量的台词。抵达夏威夷拍摄点后，阿滕伯勒失望地发现电影的制作进度提前了，而留给他准备的时间很少。他后来甚至希望能够重拍一些场景，但也开心地承认，这很可能会成为自己最为人所知的角色：“可能在这部电影中，看到我表演的人，比我所有其他电影的观众加起来还多。”哈蒙德在电影中使用一根由类似恐龙骨骼制成的手杖。顶部有一块琥珀，里面包含一只被困住的蚊子，这呼应了该系列的整体设定。这件电影道具于2018年以3.2万美元的价格售出。
最初版本的《侏罗纪公园》剧本中，哈蒙德是被恐龙杀死的，其中一版中是遭到了原美颌龙的袭击，这与小说中的哈蒙德死亡情节类似。在另一份草稿的早期故事板中，描述了哈蒙德独自一人在公园的控制室里被一只迅猛龙杀死的场景。在后来的草稿中则显示他和他的恐龙被留在了岛上。小说中哈蒙德被原美颌龙杀死的情节后来被改编到《侏罗纪公园：失落的世界》中，用于角色迪特·史塔克（Dieter Stark）的情节。
在2000年，《侏罗纪公园3》上映之前，有报道称阿滕伯勒将重返电影剧组，进行客串演出，但这最终并未实现，哈蒙德在影片中仅被提及。阿滕伯勒对自己角色在第三部电影中的缺席并不感到失望，他说：“我在上一部电影里死了吗？我不知道，我看起来挺虚弱的。我从未看过这部电影。我不喜欢去看自己的电影”。
阿滕伯勒原本计划在系列第四部电影中继续出演约翰·哈蒙德，但2008年时他在家中意外摔倒，随后退出演艺圈。他最终于2014年去世。

## 评价
罗杰·艾伯特在评论系列第一部电影时认为哈蒙德的角色塑造比较有限，他写道：“这部电影本来有机会让他的角色变得宏大、独特、丰富多彩、气势磅礴，但他却给人留下了焦点不集中、平淡无奇的感觉。”
2015年，英国电影协会的尼尔·米切尔将哈蒙德列为阿滕伯勒最精彩的表演之一：“哈蒙德迷人、老练、专一，但也有很深刻的缺陷，而阿滕伯勒一直擅长刻画这种性格特征。这位资深演员将一生的经历融入到一个既短视又富有远见的角色中。”2017年，ScreenRant的汤姆·查普曼（Tom Chapman）将哈蒙德评为该系列电影中第五佳的角色，他写道：“很难想象第一部电影没有阿滕伯勒挥舞手杖的表演。”他补充道，“作为快乐的疯狂科学家，侏罗纪公园的整个创作实际上都归功于哈蒙德”。
在系列电影首部曲上映30周年之际，多家媒体对哈蒙德的角色进行了研究，普遍认为他是一个微妙的反派。ScreenRant的西蒙·加拉格尔（Simon Gallagher）认为哈蒙德由于其“无法满足的野心，根本上不尊重自然”，理应受到惩罚。Collider的肖恩·帕格诺蒂（Sean Pagnotti）称他为“资本主义怪物”和“有毒积极性表现的迷人化身”，并写道，由于他的魅力和阿滕伯勒的表演，“对这位可怜的老亿万富翁感到遗憾并不罕见”。在注意到《侏罗纪世界》电影中洛克伍德的背景故事后，MovieWeb的雷·克拉夫（Ray Clough）写道：“哈蒙德扮演着终极伪君子的角色，尽管他对一个曾经灭绝的物种做了同样的事情，但却依然声称克隆人类是不道德和道德败坏的行为。”同样来自ScreenRant的本·夏洛克（Ben Sherlock）则认为，如果哈蒙德在原版电影中中始终作为完全的反派，整部电影的故事情节就会有所不同，例如，例如他可能会为了利益而鼓励人类克隆。
Syfy Wire的塔拉·贝内特（Tara Bennett）称哈蒙德是电影系列中最坏的反派：“我们知道这个排名会引起争议，但不要被他那慈祥的外表所迷惑。”贝内特指出，在《侏罗纪世界3》中，恐龙再次在世界上漫游，正是因为哈蒙德首先帮助复活了它们。MovieWeb的罗里·皮纳塔（Rory Piñata）同样将系列电影首部曲中的事件以及后续电影中的事件归咎于哈蒙德，并认为他应当为自己的贪婪而受到惩罚。Collider的丽莎·诺丁（Lisa Nordin）称哈蒙德是一个复杂的人物，很难辨别他是“英雄”或是“反派”。

## 其他媒体
阿滕伯勒曾在两部电子游戏中为哈蒙德配音：1997年的《混乱岛：失落的世界》以及1998年的《侵入者》。后者以哈蒙德的回忆录为特色，在整个游戏过程中向玩家讲述。2021年，一部由粉丝制作的22集前传系列在网上发布，该系列聚焦哈蒙德的生活，采用了电影片段和《侵入者》中的回忆录。
哈蒙德还出现在游戏《侏罗纪公园：创世纪行动》（2003年）和《侏罗纪世界：进化》（2018年）中。在《创世纪行动》中，由巴德·廷韦尔为哈蒙德配音，在《进化》中，哈蒙德的配音演员是麦肯齐·格雷。第一部《侏罗纪世界》电影中出现的雕像在《侏罗纪世界：进化2》（2021年）中也短暂向玩家开放。阿滕伯勒在电影中的一些台词被重新用于《侏罗纪世界》系列电影的预告片中。2015年的《芝麻街》中的一集恶搞了哈蒙德以及系列电影首部曲，饼干怪兽扮演了哈蒙德的角色。
尽管《侏罗纪公园》系列的玩具自1993年就已经存在，但哈蒙德直到2019年才被作为对象之一出了一款可动人偶，当时美泰公司在2019年圣地亚哥动漫展发布了一款限量版玩偶。该公司随后推出了一款哈蒙德玩偶，作为其琥珀系列（Amber Collection）的一部分。
小说中哈蒙德的死亡在《侏罗纪世界：白垩纪营地》第三季中被提及，当时雅兹（Yaz）重复了她听说的一个故事，讲述原公园的拥有者在摔断脚踝后遭原美颌龙活活吃掉。达里乌斯（Darius）随后表示哈蒙德是因自然原因去世的。